# Бехтери
Бехте́ри — село в Україні, центр Бехтерської сільської громади Скадовського району Херсонської області. Населення становить 3045 осіб. Орган місцевого самоврядування — Бехтерська сільська рада.

## Географія
Бехтери розташовані за 45 км на південний захід від районного центру — Гола Пристань.
Біля села розташовані три озера — Аул, Бехтерка та Лиман.

### Клімат
| Клімат Бехтерів           | Клімат Бехтерів | Клімат Бехтерів | Клімат Бехтерів | Клімат Бехтерів | Клімат Бехтерів | Клімат Бехтерів | Клімат Бехтерів | Клімат Бехтерів | Клімат Бехтерів | Клімат Бехтерів | Клімат Бехтерів | Клімат Бехтерів | Клімат Бехтерів |
| Показник                  | Січ.            | Лют.            | Бер.            | Квіт.           | Трав.           | Черв.           | Лип.            | Серп.           | Вер.            | Жовт.           | Лист.           | Груд.           | Рік             |
| Середній максимум, °C     | 1,4             | 2,3             | 6,3             | 14,3            | 20,6            | 25,2            | 27,7            | 27,3            | 22,2            | 15,4            | 8,6             | 4,3             | 14              |
| Середня температура, °C   | −1,6            | −0,7            | 2,8             | 9,9             | 15,9            | 20,2            | 22,5            | 22,0            | 17,2            | 11,1            | 5,4             | 1,5             | 10              |
| Середній мінімум, °C      | −4,6            | −3,7            | −0,6            | 5,6             | 11,3            | 15,3            | 17,4            | 16,8            | 12,2            | 6,8             | 2,3             | −1,2            | 6               |
| Норма опадів, мм          | 33              | 31              | 26              | 31              | 35              | 42              | 47              | 35              | 43              | 28              | 36              | 39              | 426             |
| ------------------------- | --------------- | --------------- | --------------- | --------------- | --------------- | --------------- | --------------- | --------------- | --------------- | --------------- | --------------- | --------------- | --------------- |
| Джерело: climate-data.org |                 |                 |                 |                 |                 |                 |                 |                 |                 |                 |                 |                 |                 |

## Історія

### Походження назви
Слово «бехтери» має кримськотатарське походження. Точного його перекладу немає й досі. Існує кілька версій.
1. «Бехтери» означає чотири дерева чи чотири озера. Дотримуючись цієї версії, можна допустити, що на території, де був пізніше заснований аул, росло чотири дерева, які слугували орієнтиром.
2. Слово «бехтери» споріднене зі словом «бехістун» — висока скеля («бех» — висока, «істун» — скеля). Якщо замість «істун» підставити «тери» (в перекладі з латинської — «поле»), вийде «бехтери». Тобто «бех» — високий, «тери» — дерево чи могили, яких у цій місцевості дуже багато.

### Перші згадки
Перші документальні відомості про село Бехтери відносяться до 1799 р. Село належало генерал-лейтенанту П. П. Коновніцину і мало дві паралельних назви: Бехтери і Першоприморське. Вже у 1803 р тут налічувалося 104 жителя — кріпосні селяни, яких поміщик переселив із Харківської, Курської і Могилевської губерній на отримані ним землі. Це були росіяни, українці і білоруси. У першій чверті XIX ст село перейшло до поміщика Куликівського. У поміщицькому маєтку розвивалося скотарство: розводили велику рогату худобу, коней та овець. Шерсть здебільшого вивозилася (через Одесу) за кордон.

### Кріпосне право
Населення Бехтер займалося скотарством і землеробством. Сіяли жито, ячмінь, яру пшеницю, просо та інші культури. У господарствах кріпаків використовувалися примітивні знаряддя — дерев'яні плуги, борони. Внаслідок низького рівня обробки землі врожаї становили всього 30—40 пудів із десятини. У посушливі роки (з 1833 по 1850 рр. їх було п'ять) посіви гинули майже повністю, селяни голодували. До 1861 р кріпаки відпрацьовували в маєтку панщину, що досягала п'яти днів на тиждень, платили податок. Після оголошення царським урядом в 1861 р селянської реформи кріпаки Бехтерського власника близько двох років знаходилися на положенні тимчасовозобов'язаних. У 1864 р поміщик перевів їх на викуп: 108 селянських дворів отримали від свого колишнього власника 702 десятини землі. При цьому найкращі землі поміщик залишив собі. За землю, яку Бехтерські селяни отримали в особисте володіння, вони виплатили колишньому своєму власникові 20 % викупної суми одноразово, решта ж 80 % зобов'язані були вносити в казну по 6 % щорічно, тобто по 669,5 рублів протягом 49 років. Крім викупних платежів з селян стягувалися грошові збори: земські, мирські, волосні та інші, які в сукупності складали 1030,4 рублів на рік.

### Бехтерська волость
Населення Бехтер збільшувалася повільно. До 1884 в селі, яке стало волосним центром Дніпровського повіту, налічувалося 109 дворів (703 людини). 19 бідняцьких господарств зовсім не обробляли землі, 21 — засівало від 5 до 10 десятин; 48 середняцьких дворів засівали від 10 до 25 десятин; 21 куркульське господарство — до 50 десятин. Кулаки сконцентрували у своїх руках 39 плугів, 75 робочих коней, 46 волів, 57 корів і іншу худобу. Тим часом у 37 господарствах відсутні які б то не було сільськогосподарські знаряддя, 39 — не мали плугів, 18 — робочої худоби, 7 — взагалі ніякої худоби. 27 дворів обробляли свої наділи, вдаючись до Супряга. В той же час 6 господарств користувалися найманою робочою силою.
У Бехтерах селилися також батраки, які працювали в маєтку поміщика Фальц-Фейна, розташованому в 5 км від села, на березі Тендрівської затоки. Праця сільськогосподарських робітників був дуже важким. Робочий день літа тривав 16—17 годин. На початку XX в. заробіток наймитів за сезон (5 місяців) у цьому районі Дніпровського повіту становив: чоловіків 40—50 рублів, жінок — 25—40 рублів.
Економічний гніт, політичне безправ'я спонукали селян до виступів проти своїх гнобителів. Боротьба особливо активізувалася в період першої російської революції. Так, навесні 1905 р, бехтерці кілька разів захоплювали поміщицькі вигони і сіножаті. У травні для наведення порядку в село прибув ескадрон Кримського дивізіону. Однак репресії не зупинили бехтерської бідноти.
Станом на 1886 рік у селі, центрі Бехтерської волості Дніпровського повіту, мешкало 469 осіб, налічувалось 76 дворів, існували 3 лавки.

### У складі УНР
Напочатку березня у 1917 року село увійшло у склад української автономії у складі Російської республіки, а з початну січня 1918 року — у складі УНР. В кінці березня того ж року село було зайняте австро-угорськими військами. У грудні окупанти залишили Бехтери, однак на їх місце в січні 1919 року прийшли англо-французькі інтервенти, які протягом двох місяців чинили тут терор і насильство. Наприкінці червня 1919 року в населений пункт вдерлися денікінці, які початку червня 1920 року почали іменуватися врангелівцями. У кінці 1920 року у село повертаються большевики, і село поринає рівно на 70 років (з перервою 1941—1943) у совецький кривавий окупаційний режим.

### Під большевицькою окупацією.
Восени 1921 року в Бехтерах окупанти заганяють силою та погрозами селян у колгосп «Пам'яті 9 січня».
Після проведення советами у 1923 році адміністративної реформи та ліквідації волостей Бехтери стали центром сільської ради у складі Голопристанського району.
Восени 1925 року окупанти відібравши землю у 27 селянських господарств, створили артіль «Червоний степ». В 1928 році большевики створили ще два колективні господарства: товариство спільного обробітку землі «Пролетар» та артіль «Труд на землі», землю для яких відібрали у 32 селянських господарств.
До кінця 1930 року у селі абсолютно не залишилося жодного приватного господарства, землі яких привласнила совецька влада.
З 1931 року в Бехтерах працювала науково-метеорологічна станція.
У 1932—1933 роках село пережило геноцид українського народу — Голодомор. На початку 1930 року у село вдерлися загони чекістів, які грабували селян, забираючи усе майно, їжу, дорогоцінні речі, і усе це проводилося катуваннями населення, засланнями селян у Сибір, ґвалтуваннями чекістами молодих селянок, розстрілами непокірних. Усе це призвело до того, що вже у 1934 році у селі залишилося лише близько 100 душ населення, а пізніше совети переселили сюди з Росії 60 родин, у оселі репресованих, щоб вони сприяли утриманню радянської влади у цих краях, так як вони були симпатиками режиму.
4 вересня 1941 року село окупували німецько-нацистські війська, які тимчасово завалили радянську владу, та вигнали більшовиків, натомість виявилися нічим від них не краще. Більшовики повернулися у Бехтери 4 листопада 1943 року.
В 1944 році у Бехтери було поселено 40 родинами українців, які насильно були депортовані советами з терен Західної Галичини, Прящівщини та Лемківщини.
Наприкінці 1950 року бехтерські колгоспи совети об'єднали в один єдиний, і дали йому назву країни окупанта — «Росія».

### Сучасність
24 серпня 1991 року у селі була урочисто завалена радянська влада і у селі знову замайорів синьо-жовтий прапор. Економіка розвивається за рахунок сільського господарства. Велика кількість відновлених після завалу радянського режиму, і повернення відібраних советами приватних земель, фермерських господарств. Також населення Бехтерів масово займається вирощуванням солодкого перцю. Є переробні підприємства по виробництву борошнокруп'яної продукції та кормів.
24 лютого 2022 року було окуповане армією рф.

## Населення
Згідно з переписом УРСР 1989 року чисельність наявного населення села становила 2906 осіб, з яких 1385 чоловіків та 1521 жінка.
За переписом населення України 2001 року в селі мешкала 3021 особа.

### Мова
Розподіл населення за рідною мовою за даними перепису 2001 року:
| Мова       | Відсоток |
| ---------- | -------- |
| українська | 90,25 %  |
| російська  | 6,08 %   |
| циганська  | 0,36 %   |
| білоруська | 0,30 %   |
| вірменська | 0,26 %   |
| молдовська | 0,10 %   |
| болгарська | 0,07 %   |
| гагаузька  | 0,07 %   |
| інші       | 2,51 %   |

## Транспорт
Автодорога — Гола Пристань — Залізний Порт перетинає Бехтери.

## Соціальна сфера
В селі функціонують: загальноосвітня школа , з 2018 року має статус опорного закладу, у складі якого Олексіївська філія (директор — Мірзаханов Олег Анатолійович), дитячий садок.

## Релігійне життя
Храм. Свято-Варваринський храм. Престольне свято храму Святої Великомучениці Варвари проводиться 16 грудня. Належить УПЦ МП.

## Історичні пам'ятки

### Археологічні
Територія, де тепер містяться Бехтери, заселялася здавна. Про це свідчать виявлені тут поселення і курганний могильник доби бронзи (середина III — початок І тисячоліття до н. е.).

### Пам'ятники
Братська могила. На постаменті встановлена скульптура воїна у шинелі, без головного убору. Двома руками тримає над могилою прапор. За плечима — автомат. Висота — 5,4 м. Скульптура — гіпс, постамент — оцементований черепашник. Дата встановлення пам'ятника — 1952 р. Місце — Бехтерське кладовище.
Пам'ятник на честь загиблих. На цоколі розміщений архітектурний ансамбль. У центрі встановлений обеліск із червоного туфу заввишки 12 м. В верхній частині обеліска — п'ятикутна зірка. Зліва, поруч з обеліском — мармурова чаша з Вічним Вогнем. Поруч — стела довжиною 4 м. На мармурових плитах — 303 прізвища земляків-воїнів, що загинули в Німецько-совецьку війну. По ліву і праву сторони обеліска розміщені дві клумби. Дата встановлення — 1966 р. Розташований у центрі села.

## Спорт
Футбол. В селі заснований футбольний клуб «Вікторія», який бере участь у змаганнях на першість Херсонщини. Юнаки змагаються в районному чемпіонаті. ФК «Вікторія» опікується місцевий фермер Володимир Блакитний. В 2014 році клуб був спаринг-партнером головного футбольного клубу області — Кристал (Херсон).

## Відомі уродженці
- Зубковський Георгій Семенович — український графік, заслужений художник Української РСР (1972).
- Михайлов Геннадій Валерійович (1975—2014) — солдат Збройних сил України, учасник російсько-української війни 2014р. — .
- Ніколаєва Ірина Василівна (1986) — громадська активістка, благодійниця.
- Суббота Микола Микитович (1913—17.04.1944) — рядовий, Герой Радянського союзу (посмертно)
- Садовий Микола Карпович (1918—1980) — радянський господарський, державний і політичний діяч, Герой Соціалістичної Праці.